# سفارة البوسنة والهرسك في النرويج
سفارة البوسنة والهرسك في النرويج هي أرفع تمثيل دبلوماسي لدولة البوسنة والهرسك لدى النرويج. تقع السفارة في أوسلو وهي تهدف لتعزيز المصالح البوسنية في النرويج.

## وصلات خارجية
- قائمة سفارات البوسنة والهرسك
- قائمة السفارات في النرويج